# راسل تریر
راسل تریر (به انگلیسی: Russell Terrier)، نام یکی از نژادهای سگ است که خاستگاه آن به انگلستان بازمی‌گردد.